# 鶯歌福德宮
鶯歌福德宮，為台灣新北市鶯歌區一座超過百年歷史的土地公廟，推估約西元1872年前所建立，為新北市鶯歌區歷史最悠久的土地公廟。

## 沿革
- 鶯歌福德宮最早是由地方仕紳陳阿生提供土地，後由其子陳斐然募款所建，為鶯歌區最古老的土地公廟[2]，自清代以來便為東鶯里、西鶯里、南鶯里、北鶯里、中鶯里、建國里里民的信仰中心。原屬土地公小廟的福德宮，建廟之初僅奉祀福德正神。後隨鶯歌陶瓷業的蓬勃發展，福德宮在初具規模後，陸續迎來三峽清水祖師、壽山巖觀世音菩薩、以及文山保儀大夫等，造就目前大廟盛況[3]。

- 原福德宮的管理由當地各里輪值，後於民國92年正式成立鶯歌福德宮管理委員會管理，並針對已年久失修的廟殿著手籌備重修工作。民國97年（西元2008年）完成重修，即現在所見之廟殿主體[3]。

## 特色
- 鶯歌福德宮坐落於「鯉魚穴」山頭，下方為鶯歌溪，為居民之信仰中心，其中石刻土地公神像與供桌下祭拜的虎爺尤為奇特[1]。廟外石堵左為「風調雨順」，右側「國泰民安」，地方人士指出，當初廟外石堵「風調雨順」、「國泰民安」擺放左右的順序，一度因信眾意見不同引發爭議，最後以先風調雨順、才能國泰民安之說，即決定左為「風調雨順」、右側「國泰民安」；另廟前石雕香爐上2隻獅子面朝廟內，有別於一般廟宇，一說是因順應香客朝內禮拜，獅子也應朝內[3]的關係所設置。

- 鶯歌福德宮不僅庇佑居民，也是當地生意人求財聖地，由於熱鬧的鶯歌陶瓷老街就在附近，亦為遊客熱門禮拜的名廟之一[3]。

## 外部連結
- 鶯歌福德宮的Facebook專頁
- 台灣好廟網-鶯歌福德宮 （页面存档备份，存于）
- 台灣寺廟網（页面存档备份，存于）
- 文化資源地理資訊系統-鶯歌福德宮 （页面存档备份，存于）